# الیزابت‌تاون (اوهایو)
الیزابت‌تاون (به انگلیسی: Elizabethtown) یک منطقهٔ مسکونی در ایالات متحده آمریکا است که در شهرستان همیلتون، اوهایو واقع شده‌است. الیزابت‌تاون ۲٫۳ کیلومتر مربع مساحت و ۳۵۰ نفر جمعیت دارد و ۱۴۹٫۶۶ متر بالاتر از سطح دریا واقع شده‌است.